# Clastobryopsis
Clastobryopsis är ett släkte av bladmossor. Clastobryopsis ingår i familjen Sematophyllaceae.
Kladogram enligt Catalogue of Life:
| Clastobryopsis | \| \| Clastobryopsis brevinervis \| \| \| \| \| \| Clastobryopsis muelleri \| \| \| \| \| \| Clastobryopsis perdecurrens \| \| \| \| \| \| Clastobryopsis planula \| \| \| \| \| \| Clastobryopsis robusta \| \| \| \| |
|                | \| \| Clastobryopsis brevinervis \| \| \| \| \| \| Clastobryopsis muelleri \| \| \| \| \| \| Clastobryopsis perdecurrens \| \| \| \| \| \| Clastobryopsis planula \| \| \| \| \| \| Clastobryopsis robusta \| \| \| \| |
|                | Clastobryopsis brevinervis |
|                | |
|                | Clastobryopsis muelleri |
|                | |
|                | Clastobryopsis perdecurrens |
|                | |
|                | Clastobryopsis planula |
|                | |
|                | Clastobryopsis robusta |
|                | |